# Cultul cobrei
Cultul cobrei (titlu original: Cult of the Cobra) este un film de groază american din 1955 regizat de Francis D. Lyon. Rolurile principale sunt interpretate de actorii Faith Domergue, Kathleen Hughes și Marshall Thompson.

## Prezentare
În timp ce staționează în Asia, șase militari americani G.I. sunt martorii ritualului secret al Lamianilor (închinători la femeile care se pot schimba în șerpi). Când sunt descoperiți de cult, Înaltul Preot Lamian le promite că „Zeița Cobra se va răzbuna”. Odată reveniți în Statele Unite, o femeie misterioasă intră în viața lor și încep să apară accidente. Umbra unei cobre este văzută înainte de fiecare moarte.

## Distribuție
- Faith Domergue - Lisa Moya
- Richard Long - Paul Able
- Marshall Thompson - Tom Markel
- Kathleen Hughes - Julia Thompson
- William Reynolds - Pete Norton
- Jack Kelly - Carl Turner
- Myrna Hansen - Marian Sheehan
- David Janssen - Rico Nardi
- Leonard Strong - Daru
- James Dobson - Cpl. Nick Hommel
- Edward Platt - Snake cult priest